# Adrian Woolliscroft
Adrian Woolliscroft (Lichfield, graafschap Staffordshire, 1952) is een Brits componist en muziekpedagoog.

## Levensloop
Woolliscroft studeerde vanaf 1970 aan de Royal Academy of Music in Londen onder andere compositie bij Simon Harris en orgel bij Douglas Hopkins. In 1972 ging zijn eerste compositie Metamorphosen, voor viool, contrabas, gitaar, piano en slagwerk in première onder de leiding van Sir Simon Rattle. Hij gradueerde aan de Royal Academy en besliste een leraren-kwalificatie te doen.  
Hij werd muziekleraar aan de Londense Willesden High School in 1974. In 1981 werd hij Head of Department aan de Herries School, nu: Parkwood High School in Sheffield. Vanaf 1986 is hij hoofd van de muziekafdeling aan de Archbishop Ilsley RC School in Birmingham. Het koor van deze school heeft intussen door middel van verschillende optredens voor radio en televisie een reputatie opgebouwd in het Verenigd Koninkrijk. Ook zijn schoolorkest is in de regio Birmingham vrij bekend. Hij schreef er trouwens zelf een aantal werken voor. 

## Composities

### Werken voor orkest
- 1986 Kaleidoscope, voor orkest

### Werken voor harmonieorkest en brassband
- 1984 Jordanthorpe, dansen voor harmonieorkest
- 1995 A Babe Was Born, voor vrouwenkoor (of kinderkoor) (ssa) en brassband
- 1997 Concerto for Brass Band
- 1999 Two fanfares for BBC Songs of Praise: Children of the New Millennium

### Werken voor koor
- 1983 The Bitter Truth, setting van een gedicht uit de Eerste Wereldoorlog voor gemengd koor

### Werken voor slagwerk
- Still got the "Vibes"